# 1911-es kecskeméti földrengés
Az 1911-es kecskeméti földrengés egy 1911. július 8-án, éjjel 2 órakor bekövetkezett, rövid ideig tartó, nagy erejű földrengés volt Kecskemét északkeleti határában, melyet több kisebb utórengés követett. A földrengés Győrtől Szegedig érezhető volt, de észlelték a temesvári, zágrábi és ógyallai mérőállomáson is. A természeti katasztrófában személyi sérülés nem történt, de sok lakó- és középület – az ingatlanállomány mintegy negyede – megsérült, több ház összeomlott.

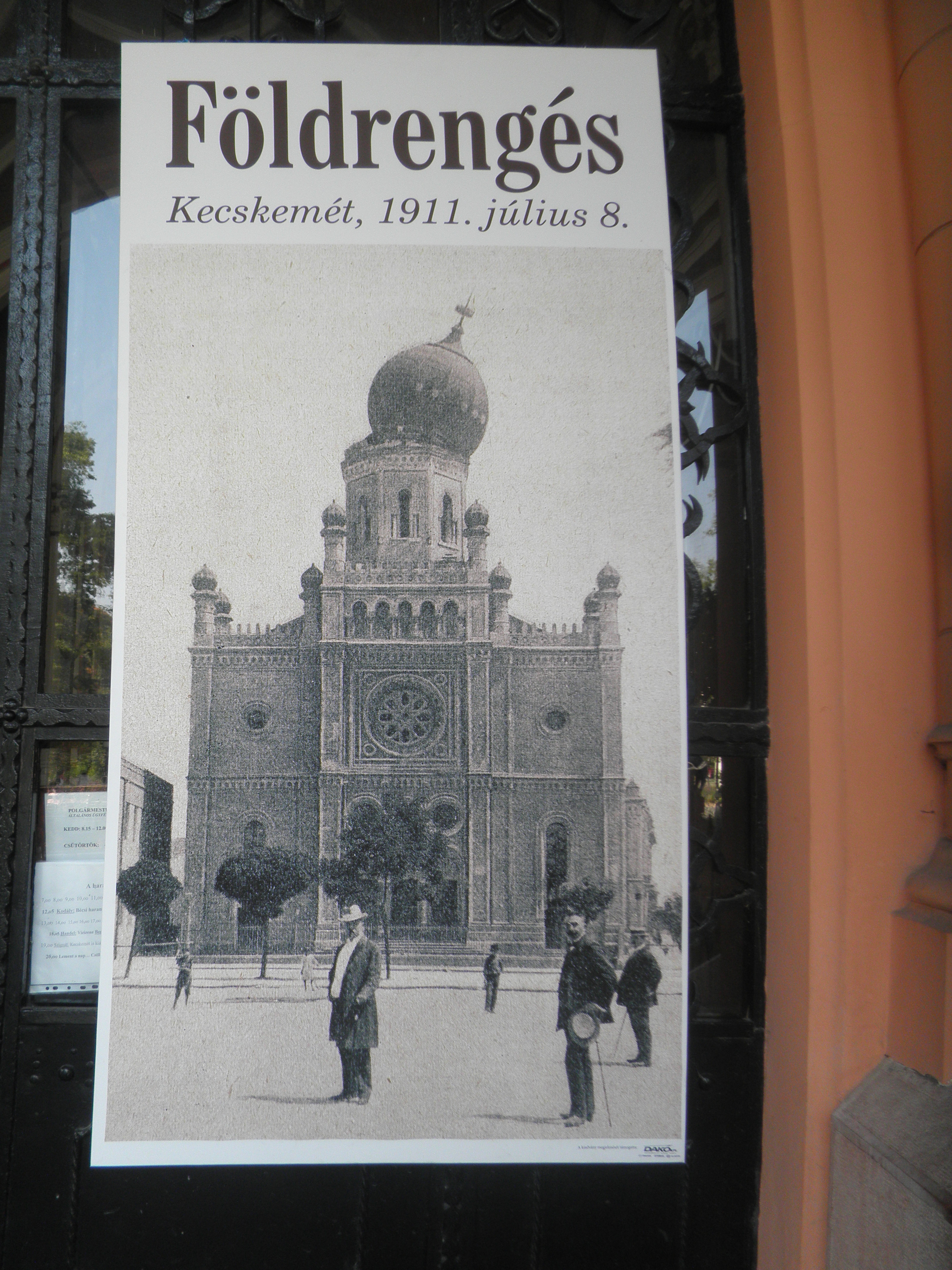
A zsinagóga a földrengés után

Kecskemét városában házak ezreit ölte meg, hasította meg halálos sebbel a földindulás katasztrófája, de a hatvanötezer lélekből, a kit ez összeroppantott falak között és szétzúzott tetők alatt ért a veszedelem, úgyszólván egynek se görbült meg haja szála. Vér az omladékra nem fröccsent. A borzalmás szenzáczióban ez az, a mi gyönyörű csoda, a miről meghatott és áhítatos lélekkel először kell szólni és a mit mint egy legendát őriz meg majd az iszonyattal telt perczek és aggodalommal telt napok minden időkre szóló emlékezete. […] Egy ma szinte példátlan fejlődés gyönyörű lendületében érte a katasztrófa ökölcsapása Kecskemétet.